# 卞敦
卞敦（？—？），字仲仁，濟陰冤句人。晉朝官員，西晉末年及東晉時多出鎮地區，為一州首長。蘇峻之亂時因不支援討伐軍，坐看成敗而被彈劾，不久就在憂愧中逝世。

## 生平
卞敦成年後便先後在州郡和司空府任職，後任太子舍人、尚書郎。卞敦的表現得到很多其他官員的稱許，東海王司馬越聽聞後便召他作為自己的主簿。
永嘉三年（309年），前趙劉聰與王彌等人率五萬精銳騎兵進逼洛陽，卞敦與胡毋輔之共勸時任太傅的司馬越抗擊王彌，但遭到太尉王衍和河南尹潘滔堅決反對。卞敦於是竭力爭論，眾人都支持卞敦，最終司馬越都領兵抵抗並成功擊退前趙軍。
及後卞敦便出補汝南太守，當時司馬睿曾邊請他出任鎮東軍諮祭酒，但卞敦不應命。征南將軍山簡則請得他任其司馬。次年，山簡應朝廷詔命將流落於南陽地區的雍州流民遷回本鄉，並派兵催促流民出發，但這挑起流民王如叛亂；荊州和湘州流民又推杜弢為主於永嘉五年（311年）舉兵叛亂。面對這兩場叛變，山簡任命卞敦監沔北七郡軍事、任振威將軍兼領江夏相，屯夏口。卞敦後討伐沔中的叛亂，都一概平定。建興三年（315年）杜弢降而再叛，卞敦加征討大都督參與討伐。杜弢被平定後卞敦因功而封安陵亭侯。後鎮東大將軍王敦請得卞敦為軍司。
東晉建立後，卞敦任太子右衛率。鎮北將軍祖逖死後，原本祖逖收復的大片北方土地被石勒再度攻陷，並且進逼淮河和泗水流域，元帝於是想找良將鎮守邊境，阻止石勒繼續南侵。當時眾人都推舉卞敦，卞敦於是獲任命為征虜將軍、徐州刺史，鎮守泗口。太寧元年（323年），石勒進攻彭城和下邳，卞敦認為自己不能抵禦，於是與征北將軍王邃退守盱眙。石勒因此將淮北地區大部分城池都攻陷。卞敦因此而被指畏懦，降職三級至鷹揚將軍，徴為大司農。王敦後表卞敦為征虜將軍、都督石頭諸軍事。
太寧二年（324年），晉明帝趁意圖篡位的權臣王敦病重而下令討伐，升卞敦假節任鎮南將軍，守石頭城。王敦之亂平定後，改拜尚書，並因功封益陽侯。後改任光祿勳。後又出任安南將軍、湘州刺史。不久朝廷升他為征南將軍，但卞敦辭讓。
咸和二年（327年），蘇峻聯合祖約起兵叛亂，平南將軍溫嶠等領兵救援建康，但卞敦則擁兵不下，而且不給軍糧，僅僅派督護荀璲領數百人跟隨大軍。當時朝野對這沒有人不責怪和嘆息，征西大將軍陶侃更十分忿恨。咸和四年（329年），蘇峻之亂平定，陶侃便上奏卞敦「阻軍觀望，不赴國難，無大臣之節」，並請卞敦收付廷尉。丞相王導以禍亂之後應該多寛赦為由，讓卞敦轉任安南將軍、廣州刺史，但卞敦因病不上任。後來被徵任光祿大夫，領少府。
卞敦因為沒有出兵討伐蘇峻，經常感到慚愧羞恥，對他的評論價亦下降，不久便憂死，獲追贈本官，加散騎常侍，諡敬侯。

## 家人
- 卞俊，卞敦父，廷尉。
- 卞稚仁，卞敦弟。
- 卞滔，卞敦子，嗣侯。